# Церква Покрови Пресвятої Богородиці (Хортиця)
47°51′26″ пн. ш. 35°04′30″ сх. д. / 47.857333333333° пн. ш. 35.074944444444° сх. д.
Січова церква Покрови Пресвятої Богородиці — перша, особливо шанована церква на Запорізькій Січі. Засновуючи Січ, запорожці обирали найкрасивіше і найвідкритіше місце і на ньому, перш за все, зводили церкву, а потім вже всі потрібні для проживання будівлі і споруди. Церква розташовувалася в центрі Січі, а навколо неї всі інші споруди.

Запорожці відрізнялися крайньою релігійністю. Ними була прийнята обітниця не допускати на Січ того, хто не сповідував православну віру. За даними Дмитра Яворницького, перша церква Покрова Пресвятої Богородиці була споруджена в 1576 році. Вона була побудована з дерева. При Січовій церкві діяла парафіяльна школа для навчання грамоті, законам Божим, молитвам та письму. Річний бюджет на утримання церкви і духовенства називався «роковщина». Запорізькі козаки вважали свою церкву незалежною від вищої духовної російської ієрархії, рішення Коша Запорізького ставили вище влади київського митрополита, хоча і просили його про призначення священиків на Січ.

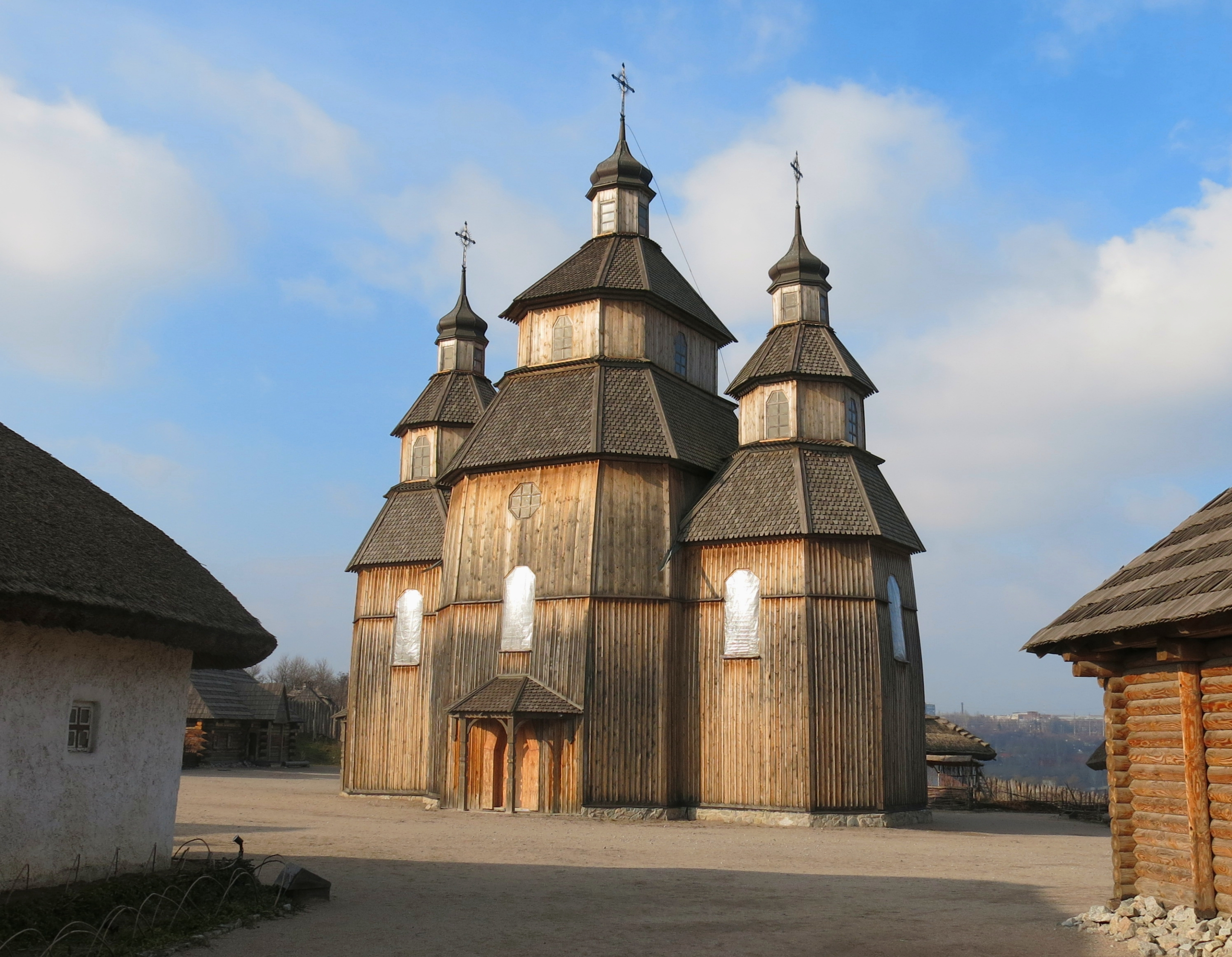
Храм
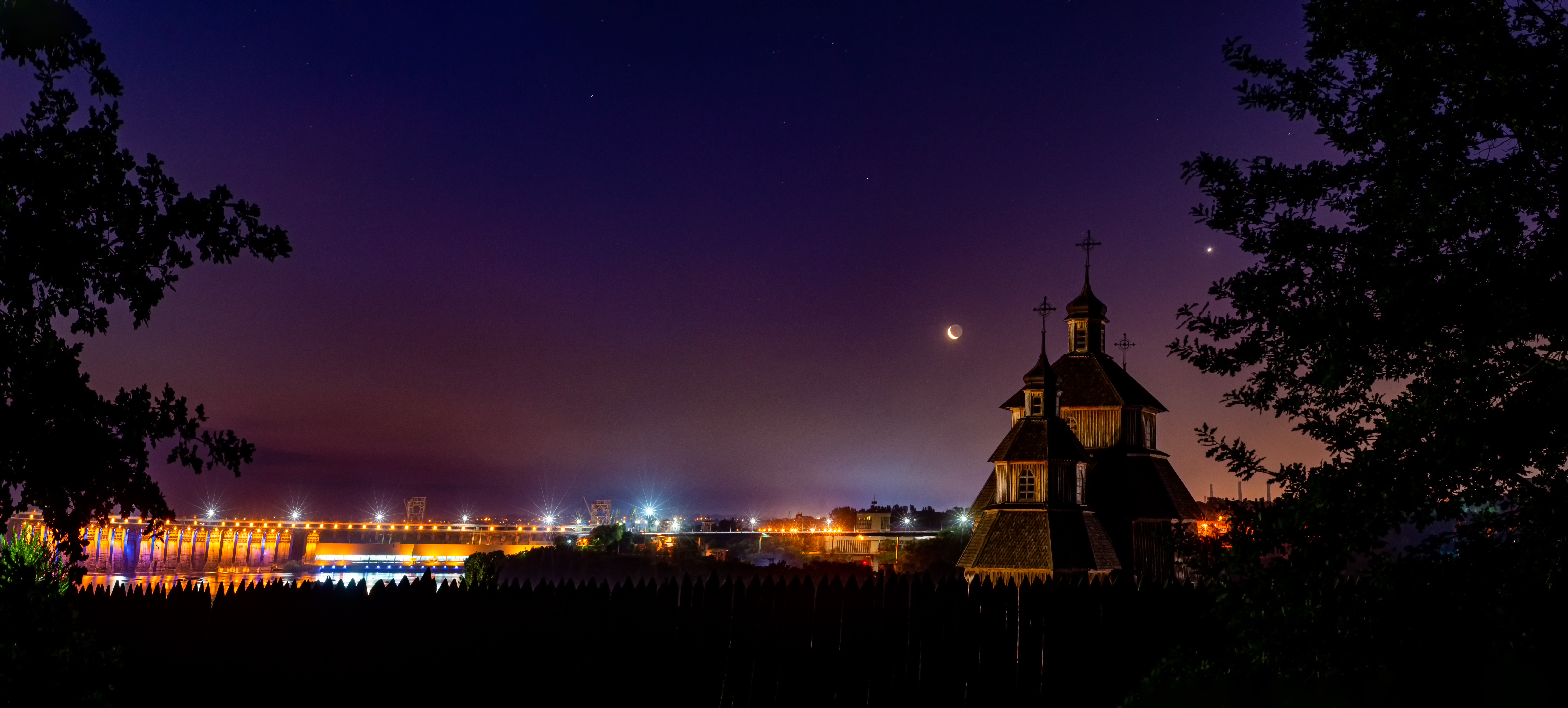
Січ вночі
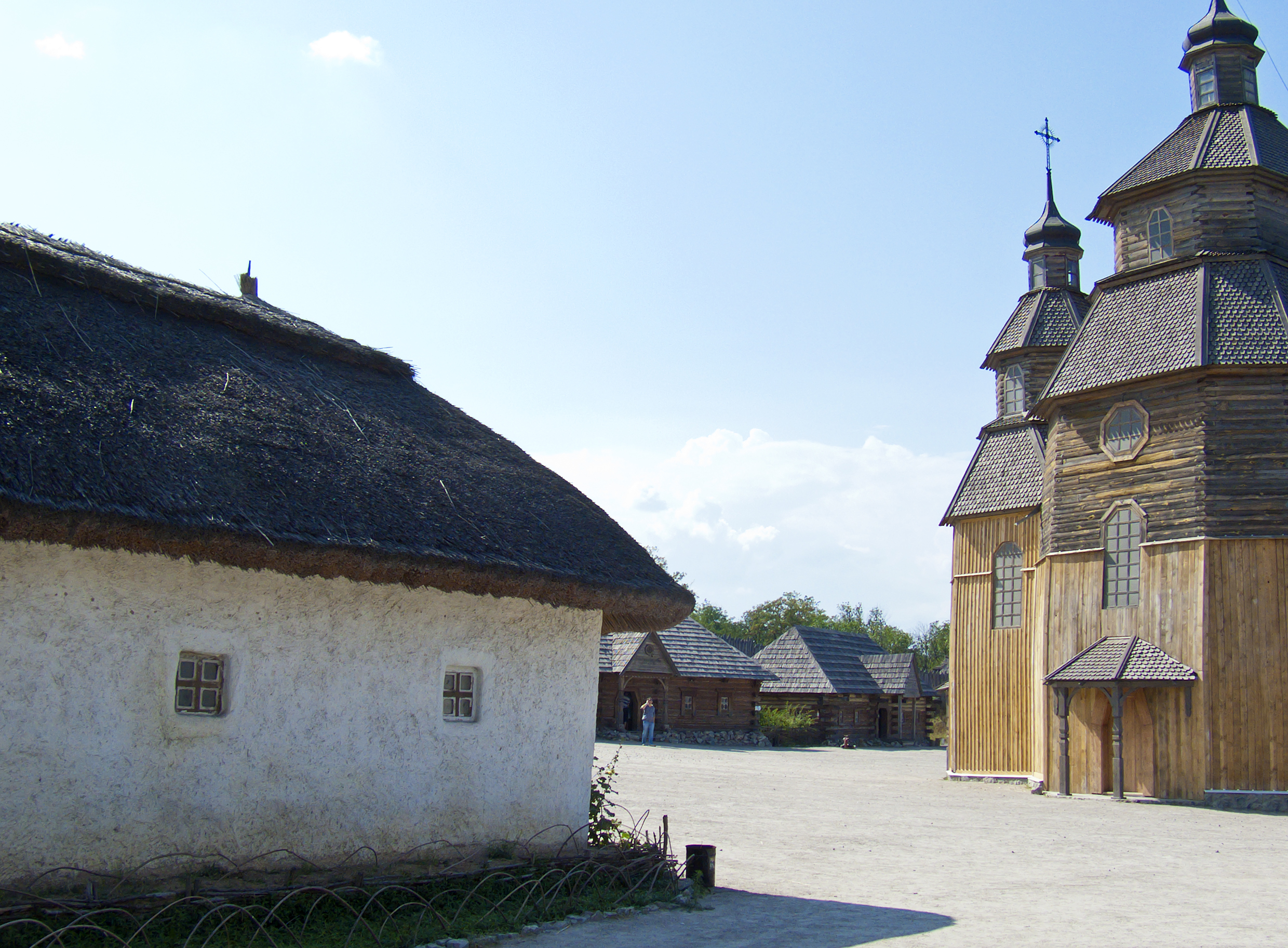
Церква на Січі
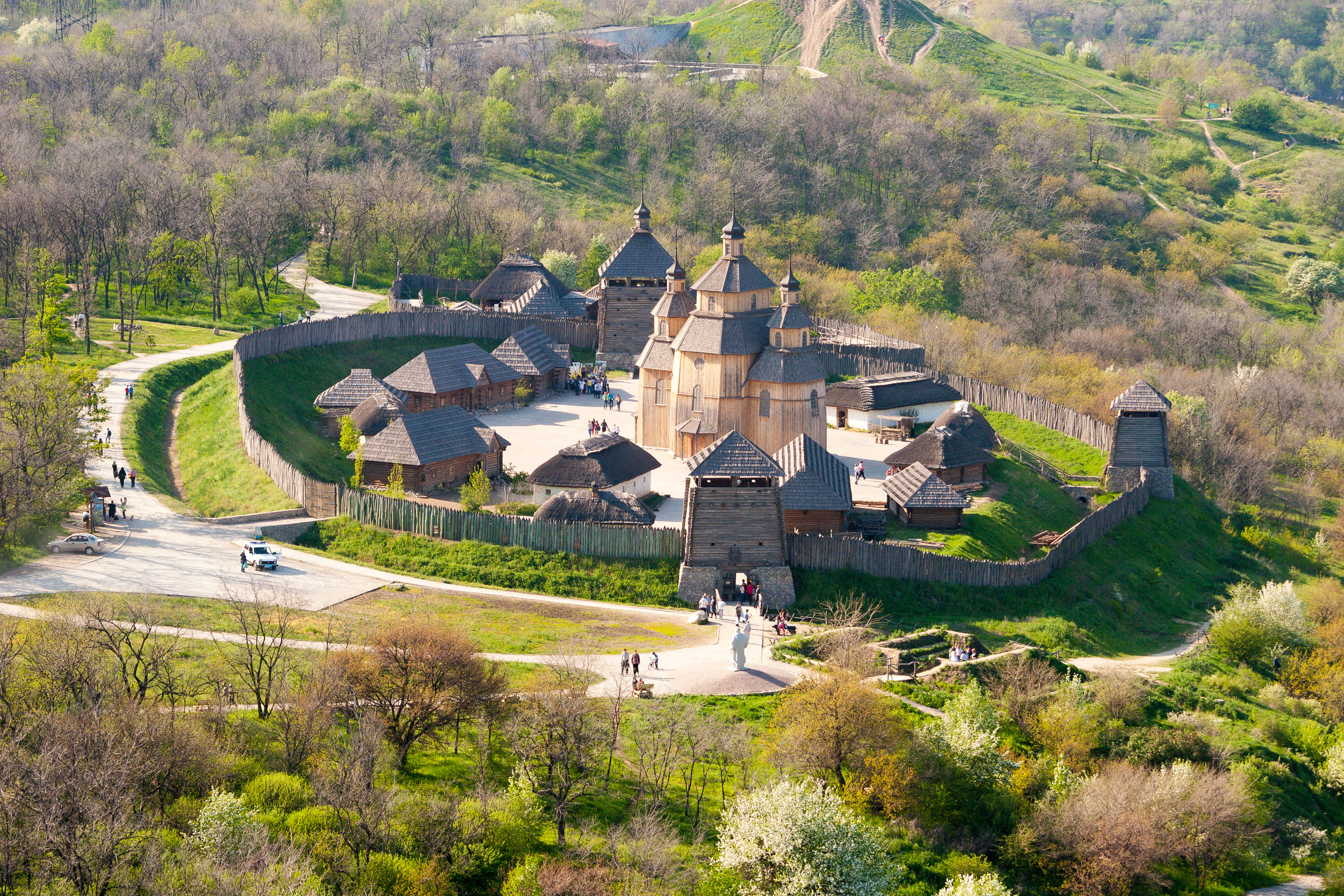
З висоти польоту.